# Retributivní justice
Retributivní justice je tradiční koncept trestního soudnictví, který se zaměřuje spíše na potrestání (retribuci) pachatele než na obnovení předchozích poměrů. Důležitý je trest, zejména trest odnětí svobody (v některých zemích i trest smrti), nikoli tresty alternativní nebo např. mediace či probace. V tomto konceptu je vlastně primární obětí stát, skutečná oběť, poškozený, je do jisté míry přehlížena. Jde tak o odchylný koncept od novějšího konceptu obnovující (restorativní) justice.
S pojmem retribuce se lze setkat i v přeneseném významu, jako s plošným potrestáním na základě kolektivní viny, např. poražených a kolaborantů po skončení války. 

## Československo 1945–1948
V Československu je po skončení druhé světové války známo tzv. retribuční zákonodárství, založené na kontinuitě československého práva a zákoně na ochranu republiky z roku 1923. Roku 1945 byly díky tomu vydány a následně realizovány tři dekrety presidenta republiky, označované také jako retribuční:
- Dekret presidenta republiky ze dne 19. června 1945, č. 16/1945 Sb., o potrestání nacistických zločinců, zrádců a jejich pomahačů a o mimořádných lidových soudech (tzv. velký retribuční dekret)
- Dekret presidenta republiky ze dne 19. června 1945, č. 17/1945 Sb., o Národním soudu
- Dekret presidenta republiky ze dne 27. října 1945, č. 138/1945 Sb., o trestání některých provinění proti národní cti (tzv. malý retribuční dekret)

Součástí retribučního zákonodárství byl také ústavní dekret presidenta republiky ze dne 27. října 1945, č. 137/1945 Sb., o zajištění osob, které byly považovány za státně nespolehlivé, v době revoluční. Na Slovensku se ale postupovalo podle vlastního nařízení Slovenské národní rady ze dne 15. května 1945, č. 33/1945 Zb. n. SNR, o potrestání fašistických zločinců, okupantů, zrádců a kolaborantů a o zřízení lidového soudnictví.

### Malý retribuční dekret
V létě 1945 byly soudní věznice, internační i sběrné tábory přeplněny lidmi zatčenými spontánně, z revolučního nadšení, a to nejen orgány k tomu určenými, ale také samozvanými orgány, partyzánskými skupinami apod. Zatčení lidé setrvávali často v několikaměsíční vazbě bez obvinění a mnohdy bez výslechů. „Malý“ dekret umožnil do jisté míry legalizovat nezákonnou vazbu: zatčení mohli být konečně obviněni, což široká škála trestních provinění umožňovala. Nejběžnějšími delikty byly: změna české národnosti na německou, řadové členství ve Vlajce a fašistických Svatoplukových gardách, udavačství s mírnými následky, kolaborantství, společenský styk s Němci, spolupráce s Němci, propagování a podpora nacistického režimu aj.
Podle „malého“ dekretu soudily čtyřčlenné až pětičlenné trestní nalézací komise okresních národních výborů. Mohly trestat pokutou do výše jednoho milionu korun, vězením do jednoho roku nebo veřejným pokáráním, přičemž často tresty kombinovaly. Je nápadné, že souzení s nezákonnými vazbami dostávali od komisí tresty vězení přesně v takovém rozsahu, který odpovídal době vazby, jak vyplývá ze zápisů v soudních spisech. „Pouze takto nepřímo je možné usuzovat na účelové machinace s délkou trestu, délkou vazby a skutečným proviněním souzeného.“[zdroj?] Výjimečně lze ve spisech nalézt náznak závažné kolaborace, takové případy však nalézací komise předávaly k mimořádným lidovým soudům.